# Réseau interurbain du Puy-de-Dôme
Cars Région Puy-de-Dôme, anciennement Transdôme, est le réseau de transport interurbain du département du Puy-de-Dôme.
Depuis le 1er septembre 2017, la région Auvergne-Rhône-Alpes est autorité organisatrice des transports interurbains et scolaires. Dans le Puy-de-Dôme, la compétence est déléguée au département jusqu'au 1er septembre 2020.

## Géographie
Le réseau Cars Région Puy-de-Dôme couvre 171 des 467 communes du département (en 2017) et comprend plus de 400 arrêts.

## Histoire
En complément du réseau interurbain Transdôme, le département du Puy-de-Dôme a lancé le « Bus des Montagnes ». Ce service de transport à la demande, lancé en 1984 dans le canton de Saint-Amant-Roche-Savine, fut le premier de France. Il permet aux habitants des communes rurales de « rompre avec l'isolement », tout en bénéficiant d'un bilan environnemental positif, plus avantageux que le fonctionnement d'une ligne régulière.
En 2017, le réseau est remanié : il ne comprend plus que 31 lignes, mais intègre des lignes de transport à la demande desservant des zones rurales, ainsi que des lignes à vocation touristique en direction du Sancy.
Le 1er septembre 2017, la région Auvergne-Rhône-Alpes devient autorité organisatrice des transports interurbains et scolaires en lieu et place du département du Puy-de-Dôme. La compétence est tout de même déléguée au département jusqu'au 1er septembre 2020 date à laquelle la région reprend en direct la compétence.
En novembre 2020, le réseau Transdôme prend le nom de Cars Région Puy-de-Dôme.
Au 1er septembre 2021, la numérotation est adaptée à la nouvelle numérotation alphanumérique régionale, avec la lettre « P » s'ajoutant au numéro existant.
Le 1er janvier 2023, les lignes P3, P46, P47 et P62 voient le jour par reprise des lignes routières TER.

Logo de TransDôme jusqu'au 31 octobre 2020.
Logo des Cars Région Puy-de-Dôme depuis 1er novembre 2020.

## Parc de véhicules
- 17 Mercedes-Benz Intouro II
- 9 Iveco et Irisbus Crossway (Line & Pop)
- 5 MAN Lion's Intercity C
- 3 Irisbus Récréo II
- 1 Setra S 415

## Transporteurs
- Autocars Delaye
- Autocars des Combrailles
- Cézallier Tourisme
- Europ Voyages
- Keolis Pays des Volcans (Aigueperse, Châteldon et Pont-de-Dore)
- Keolis Loisirs et Voyages (Cournon d'Auvergne et Ambert)
- Les Cars du Chavanon
- Nénot Intertourisme
- Seyt Auvergne Autocars
- Tourisme Giron
- Transports Coudert
- Transports Courteix
- Transports Fontanon
- Transports Gatignol
- Transports Grange
- Transports Jalicon
- Transports Voldoire
- Transdev Rhône-Alpes Interurbain
- Voyages Robin

## Réseau
La région a instauré la tarification unique sur toutes ses lignes de transport : un voyage coûte trois euros. Un abonnement mensuel peut être souscrit.
Le réseau est composé de 31 lignes desservant 171 communes.
En mars 2021, une 32e ligne est mise en service entre Riom et la zone industrielle de Ladoux à Cébazat, en collaboration avec le syndicat mixte des transports en commun de l'agglomération clermontoise et la communauté d'agglomération Riom Limagne et Volcans.
En juillet 2021 est mise en service une nouvelle ligne 21 reliant la gare routière de Clermont-Ferrand au lac d'Aydat pour la période estivale (5 juillet au 29 août).
La région a également mis en place un service de desserte des volcans, entre Clermont-Ferrand (gare SNCF) et Vulcania.

### Lignes P01 à P09
| Ligne | Caractéristiques | Caractéristiques                                                                                    | Caractéristiques                                                                                    | Caractéristiques                                                                                    | Caractéristiques                                                                                    | Caractéristiques                                                                                    | Caractéristiques                                                                                    | Caractéristiques                                                                                    | Caractéristiques                                                                                    |
| P01   | Chabreloche — Abribus ⥋ Clermont-Ferrand — Gare routière | Chabreloche — Abribus ⥋ Clermont-Ferrand — Gare routière                                            | Chabreloche — Abribus ⥋ Clermont-Ferrand — Gare routière                                            | Chabreloche — Abribus ⥋ Clermont-Ferrand — Gare routière                                            | Chabreloche — Abribus ⥋ Clermont-Ferrand — Gare routière                                            | Chabreloche — Abribus ⥋ Clermont-Ferrand — Gare routière                                            | Chabreloche — Abribus ⥋ Clermont-Ferrand — Gare routière                                            | Chabreloche — Abribus ⥋ Clermont-Ferrand — Gare routière                                            | Chabreloche — Abribus ⥋ Clermont-Ferrand — Gare routière                                            |
| ----- | --- | --------------------------------------------------------------------------------------------------- | --------------------------------------------------------------------------------------------------- | --------------------------------------------------------------------------------------------------- | --------------------------------------------------------------------------------------------------- | --------------------------------------------------------------------------------------------------- | --------------------------------------------------------------------------------------------------- | --------------------------------------------------------------------------------------------------- | --------------------------------------------------------------------------------------------------- |
| P01   | Ouverture / Fermeture — / — | Longueur —                                                                                          | Durée 105 min                                                                                       | Nb. d’arrêts 46                                                                                     | Matériel —                                                                                          | Jours de fonctionnement L, Ma, Me, J, V, S                                                          | Jour / Soir / Nuit / Fêtes O / N / N / N                                                            | Voy. / an —                                                                                         | Exploitant Transdev                                                                                 |
| P01   | Desserte : - Ville et lieux desservis : Chabreloche, Celles-sur-Durolle, Saint-Rémy-sur-Durolle, La Monnerie-le-Montel, Thiers, Peschadoires, Saint-Jean-d'Heurs, Lezoux, Culhat, Ravel, Lempty, Bort-l'Étang, Seychalles, Beauregard-l'Évêque, Vertaizon, Pont-du-Château, Lempdes et Clermont-Ferrand - Gares desservies : Gare de Clermont-Ferrand                                                        | | | | | | | | |
| P01   | Autre : - Amplitudes horaires : La ligne fonctionne du lundi au samedi de 6 h 25 à 19 h 25 environ. - Particularités : La ligne compte quelques doublages scolaires. - Date de dernière mise à jour : 11 décembre 2022. | | | | | | | | |
| P01   | Dernière actualisation : — | | | | | | | | |
| P02   | Arlanc — Place Charles de Gaulle ⥋ Clermont-Ferrand — Gare routière | Arlanc — Place Charles de Gaulle ⥋ Clermont-Ferrand — Gare routière                                 | Arlanc — Place Charles de Gaulle ⥋ Clermont-Ferrand — Gare routière                                 | Arlanc — Place Charles de Gaulle ⥋ Clermont-Ferrand — Gare routière                                 | Arlanc — Place Charles de Gaulle ⥋ Clermont-Ferrand — Gare routière                                 | Arlanc — Place Charles de Gaulle ⥋ Clermont-Ferrand — Gare routière                                 | Arlanc — Place Charles de Gaulle ⥋ Clermont-Ferrand — Gare routière                                 | Arlanc — Place Charles de Gaulle ⥋ Clermont-Ferrand — Gare routière                                 | Arlanc — Place Charles de Gaulle ⥋ Clermont-Ferrand — Gare routière                                 |
| P02   | Ouverture / Fermeture — / — | Longueur —                                                                                          | Durée 130 min                                                                                       | Nb. d’arrêts 46                                                                                     | Matériel —                                                                                          | Jours de fonctionnement L, Ma, Me, J, V, S, D                                                       | Jour / Soir / Nuit / Fêtes O / N / N / O                                                            | Voy. / an —                                                                                         | Exploitant Keolis Loisirs et Voyages                                                                |
| P02   | Desserte : - Ville et lieux desservis : Arlanc, Marsac-en-Livradois, Saint-Ferréol-des-Côtes, Ambert, La Forie, Job, Vertolaye, Marat, Olliergues, Augerolles, Sauviat, Courpière, Néronde-sur-Dore, Thiers, Peschadoires, Saint-Jean-d'Heurs, Lezoux, Seychalles, Beauregard-l'Évêque, Vertaizon, Pont-du-Château, Lempdes et Clermont-Ferrand - Gares desservies : Gare d'Ambert, Gare de Clermont-Ferrand | | | | | | | | |
| P02   | Autre : - Amplitudes horaires : La ligne fonctionne du lundi au vendredi de 5 h 15 à 21 h 15 environ, le samedi à raison de deux allers-retours par jour et les dimanches et fêtes à raison d'un aller-retour par jour. - Particularités : - Un service express est assuré une fois par semaine ; - Un doublage scolaire relie Ambert à Dore-l'Église. - Date de dernière mise à jour : 11 décembre 2022.    | | | | | | | | |
| P02   | Dernière actualisation : — | | | | | | | | |
| P03   | Vichy — Gare SNCF ⥋ Peschadoires — Gare SNCF (Arlanc — Place Charles de Gaulle à certains services) | Vichy — Gare SNCF ⥋ Peschadoires — Gare SNCF (Arlanc — Place Charles de Gaulle à certains services) | Vichy — Gare SNCF ⥋ Peschadoires — Gare SNCF (Arlanc — Place Charles de Gaulle à certains services) | Vichy — Gare SNCF ⥋ Peschadoires — Gare SNCF (Arlanc — Place Charles de Gaulle à certains services) | Vichy — Gare SNCF ⥋ Peschadoires — Gare SNCF (Arlanc — Place Charles de Gaulle à certains services) | Vichy — Gare SNCF ⥋ Peschadoires — Gare SNCF (Arlanc — Place Charles de Gaulle à certains services) | Vichy — Gare SNCF ⥋ Peschadoires — Gare SNCF (Arlanc — Place Charles de Gaulle à certains services) | Vichy — Gare SNCF ⥋ Peschadoires — Gare SNCF (Arlanc — Place Charles de Gaulle à certains services) | Vichy — Gare SNCF ⥋ Peschadoires — Gare SNCF (Arlanc — Place Charles de Gaulle à certains services) |
| P03   | Ouverture / Fermeture 1er janvier 2023 / — | Longueur —                                                                                          | Durée —                                                                                             | Nb. d’arrêts 15 (25)                                                                                | Matériel Autocars                                                                                   | Jours de fonctionnement L, Ma, Me, J, V, S, D                                                       | Jour / Soir / Nuit / Fêtes O / O / N / O                                                            | Voy. / an —                                                                                         | Transporteur Berger Voyages                                                                         |
| P03   | Desserte : - Villes desservies : Vichy, Abrest, Saint-Yorre, Mariol, Ris, Puy-Guillaume, Paslières, Thiers, Peschadoires, Néronde, Courpière, Olliergues, Vertolaye, Ambert, Marsac-en-Livradois et Arlanc - Gares desservies : Gare de Vichy, Gare de Thiers et Gare d'Ambert. | | | | | | | | |
| P03   | Autre : - Amplitudes horaires : La ligne fonctionne du lundi au vendredi de 4 h 35 à 23 h 25 et les dimanches et fêtes de 6 h 20 à 22 h 25. - Particularités : La section entre Peschadoires et Ambert n'est desservie qu'à certains services. - Date de dernière mise à jour : 10 décembre 2022. | | | | | | | | |
| P03   | Dernière actualisation : — | | | | | | | | |
| P06   | Peschadoires — Pont-de-Dore ⥋ Clermont-Ferrand — Gare routière | Peschadoires — Pont-de-Dore ⥋ Clermont-Ferrand — Gare routière                                      | Peschadoires — Pont-de-Dore ⥋ Clermont-Ferrand — Gare routière                                      | Peschadoires — Pont-de-Dore ⥋ Clermont-Ferrand — Gare routière                                      | Peschadoires — Pont-de-Dore ⥋ Clermont-Ferrand — Gare routière                                      | Peschadoires — Pont-de-Dore ⥋ Clermont-Ferrand — Gare routière                                      | Peschadoires — Pont-de-Dore ⥋ Clermont-Ferrand — Gare routière                                      | Peschadoires — Pont-de-Dore ⥋ Clermont-Ferrand — Gare routière                                      | Peschadoires — Pont-de-Dore ⥋ Clermont-Ferrand — Gare routière                                      |
| P06   | Ouverture / Fermeture — / — | Longueur —                                                                                          | Durée 83 min                                                                                        | Nb. d’arrêts 33                                                                                     | Matériel —                                                                                          | Jours de fonctionnement L, Ma, Me, J, V, S                                                          | Jour / Soir / Nuit / Fêtes O / N / N / N                                                            | Voy. / an —                                                                                         | Exploitant Transdev                                                                                 |
| P06   | Desserte : - Ville et lieux desservis : Peschadoires, Crevant-Laveine, Paslières, Puy-Guillaume, Limons, Luzillat, Maringues, Joze, Chavaroux, Lussat, Les Martres-d'Artière, Pont-du-Château, Lempdes et Clermont-Ferrand - Gares desservies : Gare de Clermont-Ferrand | | | | | | | | |
| P06   | Autre : - Amplitudes horaires : La ligne fonctionne du lundi au vendredi de 6 h 15 à 19 h 30 environ et le samedi à raison de deux allers-retours par jour. - Particularités : La ligne compte quelques doublages scolaires. - Date de dernière mise à jour : 11 décembre 2022. | | | | | | | | |
| P06   | Dernière actualisation : — | | | | | | | | |
| P07   | Neuville — Centre ⥋ Courpière — Gare | Neuville — Centre ⥋ Courpière — Gare                                                                | Neuville — Centre ⥋ Courpière — Gare                                                                | Neuville — Centre ⥋ Courpière — Gare                                                                | Neuville — Centre ⥋ Courpière — Gare                                                                | Neuville — Centre ⥋ Courpière — Gare                                                                | Neuville — Centre ⥋ Courpière — Gare                                                                | Neuville — Centre ⥋ Courpière — Gare                                                                | Neuville — Centre ⥋ Courpière — Gare                                                                |
| P07   | Ouverture / Fermeture — / — | Longueur —                                                                                          | Durée 30 min                                                                                        | Nb. d’arrêts 7                                                                                      | Matériel —                                                                                          | Jours de fonctionnement Me                                                                          | Jour / Soir / Nuit / Fêtes O / N / N / N                                                            | Voy. / an —                                                                                         | Exploitant Keolis Pays des Volcans                                                                  |
| P07   | Desserte : - Ville et lieux desservis : Neuville, Bongheat, Mauzun, Trézioux, Sermentizon et Courpière - Gares desservies : Aucune. | | | | | | | | |
| P07   | Autre : - Amplitudes horaires : La ligne fonctionne, sur réservation, le mercredi à raison d'un aller-retour par jour. - Date de dernière mise à jour : 11 décembre 2022. | | | | | | | | |
| P07   | Dernière actualisation : — | | | | | | | | |

### Lignes P10 à P19
| Ligne | Caractéristiques | Caractéristiques                                    | Caractéristiques                                    | Caractéristiques                                    | Caractéristiques                                    | Caractéristiques                                    | Caractéristiques                                    | Caractéristiques                                    | Caractéristiques                                    |
| P11   | Vollore-Montagne — Bourg ⥋ Noirétable — Centre | Vollore-Montagne — Bourg ⥋ Noirétable — Centre      | Vollore-Montagne — Bourg ⥋ Noirétable — Centre      | Vollore-Montagne — Bourg ⥋ Noirétable — Centre      | Vollore-Montagne — Bourg ⥋ Noirétable — Centre      | Vollore-Montagne — Bourg ⥋ Noirétable — Centre      | Vollore-Montagne — Bourg ⥋ Noirétable — Centre      | Vollore-Montagne — Bourg ⥋ Noirétable — Centre      | Vollore-Montagne — Bourg ⥋ Noirétable — Centre      |
| ----- | --- | --------------------------------------------------- | --------------------------------------------------- | --------------------------------------------------- | --------------------------------------------------- | --------------------------------------------------- | --------------------------------------------------- | --------------------------------------------------- | --------------------------------------------------- |
| P11   | Ouverture / Fermeture — / — | Longueur —                                          | Durée 30 min                                        | Nb. d’arrêts 10                                     | Matériel —                                          | Jours de fonctionnement S                           | Jour / Soir / Nuit / Fêtes O / N / N / N            | Voy. / an —                                         | Exploitant Transdev                                 |
| P11   | Desserte : - Ville et lieux desservis : Vollore-Montagne et Noirétable - Gares desservies : Aucune.                                                                       |                                                     |                                                     |                                                     |                                                     |                                                     |                                                     |                                                     |                                                     |
| P11   | Autre : - Amplitudes horaires : La ligne fonctionne, sur réservation, le samedi à raison d'un aller-retour par jour. - Date de dernière mise à jour : 11 décembre 2022.   |                                                     |                                                     |                                                     |                                                     |                                                     |                                                     |                                                     |                                                     |
| P11   | Dernière actualisation : — |                                                     |                                                     |                                                     |                                                     |                                                     |                                                     |                                                     |                                                     |
| P13   | Vertolaye — La Poste ⥋ Ambert — Lycée Blaise Pascal | Vertolaye — La Poste ⥋ Ambert — Lycée Blaise Pascal | Vertolaye — La Poste ⥋ Ambert — Lycée Blaise Pascal | Vertolaye — La Poste ⥋ Ambert — Lycée Blaise Pascal | Vertolaye — La Poste ⥋ Ambert — Lycée Blaise Pascal | Vertolaye — La Poste ⥋ Ambert — Lycée Blaise Pascal | Vertolaye — La Poste ⥋ Ambert — Lycée Blaise Pascal | Vertolaye — La Poste ⥋ Ambert — Lycée Blaise Pascal | Vertolaye — La Poste ⥋ Ambert — Lycée Blaise Pascal |
| P13   | Ouverture / Fermeture — / — | Longueur —                                          | Durée 25 min                                        | Nb. d’arrêts 8                                      | Matériel —                                          | Jours de fonctionnement L, Ma, Me, J, V             | Jour / Soir / Nuit / Fêtes O / N / N / N            | Voy. / an —                                         | Exploitant Keolis Loisirs et Voyages                |
| P13   | Desserte : - Ville et lieux desservis : Vertolaye, Job, La Forie et Ambert - Gares desservies : Aucune.                                                                   |                                                     |                                                     |                                                     |                                                     |                                                     |                                                     |                                                     |                                                     |
| P13   | Autre : - Amplitudes horaires : La ligne fonctionne du lundi au vendredi à raison de deux allers-retours par jour. - Date de dernière mise à jour : 11 décembre 2022.     |                                                     |                                                     |                                                     |                                                     |                                                     |                                                     |                                                     |                                                     |
| P13   | Dernière actualisation : — |                                                     |                                                     |                                                     |                                                     |                                                     |                                                     |                                                     |                                                     |
| P15   | Valcivières — Bourg ⥋ Ambert — Gare SNCF | Valcivières — Bourg ⥋ Ambert — Gare SNCF            | Valcivières — Bourg ⥋ Ambert — Gare SNCF            | Valcivières — Bourg ⥋ Ambert — Gare SNCF            | Valcivières — Bourg ⥋ Ambert — Gare SNCF            | Valcivières — Bourg ⥋ Ambert — Gare SNCF            | Valcivières — Bourg ⥋ Ambert — Gare SNCF            | Valcivières — Bourg ⥋ Ambert — Gare SNCF            | Valcivières — Bourg ⥋ Ambert — Gare SNCF            |
| P15   | Ouverture / Fermeture — / — | Longueur —                                          | Durée 40 min                                        | Nb. d’arrêts 9                                      | Matériel Minicar                                    | Jours de fonctionnement L, Ma, Me, J, V             | Jour / Soir / Nuit / Fêtes O / N / N / N            | Voy. / an —                                         | Exploitant Voldoire                                 |
| P15   | Desserte : - Ville et lieux desservis : Valcivières et Ambert - Gares desservies : Gare d'Ambert.                                                                         |                                                     |                                                     |                                                     |                                                     |                                                     |                                                     |                                                     |                                                     |
| P15   | Autre : - Amplitudes horaires : La ligne fonctionne du lundi au vendredi à raison d'un à deux allers-retours par jour. - Date de dernière mise à jour : 11 décembre 2022. |                                                     |                                                     |                                                     |                                                     |                                                     |                                                     |                                                     |                                                     |
| P15   | Dernière actualisation : — |                                                     |                                                     |                                                     |                                                     |                                                     |                                                     |                                                     |                                                     |

### Lignes P20 à P39
| Ligne | Caractéristiques | Caractéristiques                                                         | Caractéristiques                                                         | Caractéristiques                                                         | Caractéristiques                                                         | Caractéristiques                                                         | Caractéristiques                                                         | Caractéristiques                                                         | Caractéristiques                                                         |
| P20   | Anzat-le-Luguet — Fontaine Centre ⥋ Clermont-Ferrand — Gare routière | Anzat-le-Luguet — Fontaine Centre ⥋ Clermont-Ferrand — Gare routière     | Anzat-le-Luguet — Fontaine Centre ⥋ Clermont-Ferrand — Gare routière     | Anzat-le-Luguet — Fontaine Centre ⥋ Clermont-Ferrand — Gare routière     | Anzat-le-Luguet — Fontaine Centre ⥋ Clermont-Ferrand — Gare routière     | Anzat-le-Luguet — Fontaine Centre ⥋ Clermont-Ferrand — Gare routière     | Anzat-le-Luguet — Fontaine Centre ⥋ Clermont-Ferrand — Gare routière     | Anzat-le-Luguet — Fontaine Centre ⥋ Clermont-Ferrand — Gare routière     | Anzat-le-Luguet — Fontaine Centre ⥋ Clermont-Ferrand — Gare routière     |
| ----- | --- | ------------------------------------------------------------------------ | ------------------------------------------------------------------------ | ------------------------------------------------------------------------ | ------------------------------------------------------------------------ | ------------------------------------------------------------------------ | ------------------------------------------------------------------------ | ------------------------------------------------------------------------ | ------------------------------------------------------------------------ |
| P20   | Ouverture / Fermeture — / — | Longueur —                                                               | Durée 120 min                                                            | Nb. d’arrêts 14                                                          | Matériel —                                                               | Jours de fonctionnement Me                                               | Jour / Soir / Nuit / Fêtes O / N / N / N                                 | Voy. / an —                                                              | Exploitant Robin Issoire                                                 |
| P20   | Desserte : - Ville et lieux desservis : Anzat-le-Luguet, Ardes-sur-Couze, Augnat, Saint-Germain-Lembron, Le Breuil-sur-Couze, Issoire, Saint-Yvoine, Coudes, Montpeyroux, Authezat, Veyre-Monton, Orcet et Clermont-Ferrand - Gares desservies : Gare d'Issoire                   |                                                                          |                                                                          |                                                                          |                                                                          |                                                                          |                                                                          |                                                                          |                                                                          |
| P20   | Autre : - Amplitudes horaires : La ligne fonctionne, sur réservation, le mercredi à raison d'un aller-retour par jour. - Date de dernière mise à jour : 11 décembre 2022. |                                                                          |                                                                          |                                                                          |                                                                          |                                                                          |                                                                          |                                                                          |                                                                          |
| P20   | Dernière actualisation : — |                                                                          |                                                                          |                                                                          |                                                                          |                                                                          |                                                                          |                                                                          |                                                                          |
| P21   | Aydat — Base nautique ⥋ Clermont-Ferrand — Gare routière | Aydat — Base nautique ⥋ Clermont-Ferrand — Gare routière                 | Aydat — Base nautique ⥋ Clermont-Ferrand — Gare routière                 | Aydat — Base nautique ⥋ Clermont-Ferrand — Gare routière                 | Aydat — Base nautique ⥋ Clermont-Ferrand — Gare routière                 | Aydat — Base nautique ⥋ Clermont-Ferrand — Gare routière                 | Aydat — Base nautique ⥋ Clermont-Ferrand — Gare routière                 | Aydat — Base nautique ⥋ Clermont-Ferrand — Gare routière                 | Aydat — Base nautique ⥋ Clermont-Ferrand — Gare routière                 |
| P21   | Ouverture / Fermeture 5 juillet 2021 / — | Longueur —                                                               | Durée 30 min                                                             | Nb. d’arrêts 2                                                           | Matériel —                                                               | Jours de fonctionnement L, Ma, Me, J, V, S, D                            | Jour / Soir / Nuit / Fêtes O / N / N / O                                 | Voy. / an —                                                              | Exploitant Keolis Loisirs et Voyages                                     |
| P21   | Desserte : - Ville et lieux desservis : Aydat et Clermont-Ferrand - Gares desservies : Aucune. |                                                                          |                                                                          |                                                                          |                                                                          |                                                                          |                                                                          |                                                                          |                                                                          |
| P21   | Autre : - Amplitudes horaires : La ligne fonctionne tous les jours, en juillet et août uniquement, à raison de quatre allers-retours par jour. - Date de dernière mise à jour : 11 décembre 2022.                                                                                 |                                                                          |                                                                          |                                                                          |                                                                          |                                                                          |                                                                          |                                                                          |                                                                          |
| P21   | Dernière actualisation : — |                                                                          |                                                                          |                                                                          |                                                                          |                                                                          |                                                                          |                                                                          |                                                                          |
| P23   | Billom — Place Alfred Thomas ⥋ Clermont-Ferrand — Gare routière | Billom — Place Alfred Thomas ⥋ Clermont-Ferrand — Gare routière          | Billom — Place Alfred Thomas ⥋ Clermont-Ferrand — Gare routière          | Billom — Place Alfred Thomas ⥋ Clermont-Ferrand — Gare routière          | Billom — Place Alfred Thomas ⥋ Clermont-Ferrand — Gare routière          | Billom — Place Alfred Thomas ⥋ Clermont-Ferrand — Gare routière          | Billom — Place Alfred Thomas ⥋ Clermont-Ferrand — Gare routière          | Billom — Place Alfred Thomas ⥋ Clermont-Ferrand — Gare routière          | Billom — Place Alfred Thomas ⥋ Clermont-Ferrand — Gare routière          |
| P23   | Ouverture / Fermeture — / — | Longueur —                                                               | Durée 48 min                                                             | Nb. d’arrêts 17                                                          | Matériel —                                                               | Jours de fonctionnement L, Ma, Me, J, V, S                               | Jour / Soir / Nuit / Fêtes O / N / N / O                                 | Voy. / an —                                                              | Exploitant Seyt Autocars Keolis Loisirs et Voyages                       |
| P23   | Desserte : - Ville et lieux desservis : Billom, Espirat, Vassel, Vertaizon, Lempdes et Clermont-Ferrand - Gares desservies : Gare de Clermont-Ferrand |                                                                          |                                                                          |                                                                          |                                                                          |                                                                          |                                                                          |                                                                          |                                                                          |
| P23   | Autre : - Amplitudes horaires : La ligne fonctionne du lundi au samedi à raison de trois à quatre allers-retours par jour - Date de dernière mise à jour : 11 décembre 2022. |                                                                          |                                                                          |                                                                          |                                                                          |                                                                          |                                                                          |                                                                          |                                                                          |
| P23   | Dernière actualisation : — |                                                                          |                                                                          |                                                                          |                                                                          |                                                                          |                                                                          |                                                                          |                                                                          |
| P25   | Chas — Centre Bourg ⥋ Vertaizon — Écoles / Clermont-Ferrand — Gravanches | Chas — Centre Bourg ⥋ Vertaizon — Écoles / Clermont-Ferrand — Gravanches | Chas — Centre Bourg ⥋ Vertaizon — Écoles / Clermont-Ferrand — Gravanches | Chas — Centre Bourg ⥋ Vertaizon — Écoles / Clermont-Ferrand — Gravanches | Chas — Centre Bourg ⥋ Vertaizon — Écoles / Clermont-Ferrand — Gravanches | Chas — Centre Bourg ⥋ Vertaizon — Écoles / Clermont-Ferrand — Gravanches | Chas — Centre Bourg ⥋ Vertaizon — Écoles / Clermont-Ferrand — Gravanches | Chas — Centre Bourg ⥋ Vertaizon — Écoles / Clermont-Ferrand — Gravanches | Chas — Centre Bourg ⥋ Vertaizon — Écoles / Clermont-Ferrand — Gravanches |
| P25   | Ouverture / Fermeture — / — | Longueur —                                                               | Durée 12 / 60 min                                                        | Nb. d’arrêts 3 / 10                                                      | Matériel —                                                               | Jours de fonctionnement L, Ma, Me, J, V, S                               | Jour / Soir / Nuit / Fêtes O / N / N / O                                 | Voy. / an —                                                              | Exploitant Seyt Autocars                                                 |
| P25   | Desserte : - Ville et lieux desservis : Chas, Chauriat, Vertaizon, Lempdes et Clermont-Ferrand - Gares desservies : Aucune. |                                                                          |                                                                          |                                                                          |                                                                          |                                                                          |                                                                          |                                                                          |                                                                          |
| P25   | Autre : - Amplitudes horaires : La ligne fonctionne du lundi au samedi à raison d'un à quatre allers-retours par jour. - Particularités : Selon les services, le tronçon Vertaizon/Clermont n'est pas systématiquement assuré. - Date de dernière mise à jour : 11 décembre 2022. |                                                                          |                                                                          |                                                                          |                                                                          |                                                                          |                                                                          |                                                                          |                                                                          |
| P25   | Dernière actualisation : — |                                                                          |                                                                          |                                                                          |                                                                          |                                                                          |                                                                          |                                                                          |                                                                          |
| P28   | Joze — Église ⥋ Vichy — Gare SNCF | Joze — Église ⥋ Vichy — Gare SNCF                                        | Joze — Église ⥋ Vichy — Gare SNCF                                        | Joze — Église ⥋ Vichy — Gare SNCF                                        | Joze — Église ⥋ Vichy — Gare SNCF                                        | Joze — Église ⥋ Vichy — Gare SNCF                                        | Joze — Église ⥋ Vichy — Gare SNCF                                        | Joze — Église ⥋ Vichy — Gare SNCF                                        | Joze — Église ⥋ Vichy — Gare SNCF                                        |
| P28   | Ouverture / Fermeture — / — | Longueur —                                                               | Durée 70 min                                                             | Nb. d’arrêts 9                                                           | Matériel —                                                               | Jours de fonctionnement L, Ma, Me, J, V                                  | Jour / Soir / Nuit / Fêtes O / N / N / O                                 | Voy. / an —                                                              | Exploitant Europ Voyages                                                 |
| P28   | Desserte : - Ville et lieux desservis : Joze, Maringues, Saint-Denis-Combarnazat, Randan, Saint-Sylvestre-Pragoulin, Brugheas et Vichy - Gares desservies : Gare de Vichy. |                                                                          |                                                                          |                                                                          |                                                                          |                                                                          |                                                                          |                                                                          |                                                                          |
| P28   | Autre : - Amplitudes horaires : La ligne fonctionne du lundi au vendredi à raison d'un à deux allers-retours par jour. - Date de dernière mise à jour : 11 décembre 2022. |                                                                          |                                                                          |                                                                          |                                                                          |                                                                          |                                                                          |                                                                          |                                                                          |
| P28   | Dernière actualisation : — |                                                                          |                                                                          |                                                                          |                                                                          |                                                                          |                                                                          |                                                                          |                                                                          |
| P33   | Saint-Saturnin — Rue principale ⥋ Clermont-Ferrand — Gare routière | Saint-Saturnin — Rue principale ⥋ Clermont-Ferrand — Gare routière       | Saint-Saturnin — Rue principale ⥋ Clermont-Ferrand — Gare routière       | Saint-Saturnin — Rue principale ⥋ Clermont-Ferrand — Gare routière       | Saint-Saturnin — Rue principale ⥋ Clermont-Ferrand — Gare routière       | Saint-Saturnin — Rue principale ⥋ Clermont-Ferrand — Gare routière       | Saint-Saturnin — Rue principale ⥋ Clermont-Ferrand — Gare routière       | Saint-Saturnin — Rue principale ⥋ Clermont-Ferrand — Gare routière       | Saint-Saturnin — Rue principale ⥋ Clermont-Ferrand — Gare routière       |
| P33   | Ouverture / Fermeture — / — | Longueur —                                                               | Durée 75 min                                                             | Nb. d’arrêts 27                                                          | Matériel —                                                               | Jours de fonctionnement L, Ma, Me, J, V, S                               | Jour / Soir / Nuit / Fêtes O / N / N / N                                 | Voy. / an —                                                              | Exploitant Keolis Loisirs et Voyages                                     |
| P33   | Desserte : - Ville et lieux desservis : Saint-Saturnin, Saint-Amant-Tallende, Tallende, Le Crest, Chanonat, Orcet, La Roche-Blanche, Pérignat-lès-Sarliève, Aubière et Clermont-Ferrand - Gares desservies : Gare de Clermont-Ferrand                                             |                                                                          |                                                                          |                                                                          |                                                                          |                                                                          |                                                                          |                                                                          |                                                                          |
| P33   | Autre : - Amplitudes horaires : La ligne fonctionne du lundi au samedi à raison de deux à quatre allers-retours par jour. - Date de dernière mise à jour : 11 décembre 2022. |                                                                          |                                                                          |                                                                          |                                                                          |                                                                          |                                                                          |                                                                          |                                                                          |
| P33   | Dernière actualisation : — |                                                                          |                                                                          |                                                                          |                                                                          |                                                                          |                                                                          |                                                                          |                                                                          |
| P35   | Peschadoires — Pont-de-Dore ⥋ Clermont-Ferrand — Gare routière | Peschadoires — Pont-de-Dore ⥋ Clermont-Ferrand — Gare routière           | Peschadoires — Pont-de-Dore ⥋ Clermont-Ferrand — Gare routière           | Peschadoires — Pont-de-Dore ⥋ Clermont-Ferrand — Gare routière           | Peschadoires — Pont-de-Dore ⥋ Clermont-Ferrand — Gare routière           | Peschadoires — Pont-de-Dore ⥋ Clermont-Ferrand — Gare routière           | Peschadoires — Pont-de-Dore ⥋ Clermont-Ferrand — Gare routière           | Peschadoires — Pont-de-Dore ⥋ Clermont-Ferrand — Gare routière           | Peschadoires — Pont-de-Dore ⥋ Clermont-Ferrand — Gare routière           |
| P35   | Ouverture / Fermeture — / — | Longueur —                                                               | Durée 95 min                                                             | Nb. d’arrêts 21                                                          | Matériel —                                                               | Jours de fonctionnement Me                                               | Jour / Soir / Nuit / Fêtes O / N / N / N                                 | Voy. / an —                                                              | Exploitant Keolis Pays des Volcans                                       |
| P35   | Desserte : - Ville et lieux desservis : Peschadoires, Courpière, Sermentizon, Trézioux, Mauzun, Bongheat, Neuville, Bort-l'Étang, Ravel, Moissat, Bouzel, Vertaizon, Pont-du-Château, Lempdes et Clermont-Ferrand - Gares desservies : Gare de Clermont-Ferrand                   |                                                                          |                                                                          |                                                                          |                                                                          |                                                                          |                                                                          |                                                                          |                                                                          |
| P35   | Autre : - Amplitudes horaires : La ligne fonctionne, sur réservation, le mercredi à raison d'un aller-retour par jour. - Date de dernière mise à jour : 11 décembre 2022. |                                                                          |                                                                          |                                                                          |                                                                          |                                                                          |                                                                          |                                                                          |                                                                          |
| P35   | Dernière actualisation : — |                                                                          |                                                                          |                                                                          |                                                                          |                                                                          |                                                                          |                                                                          |                                                                          |

### Lignes P40 à P49
| Ligne | Caractéristiques | Caractéristiques                                                 | Caractéristiques                                                 | Caractéristiques                                                 | Caractéristiques                                                 | Caractéristiques                                                 | Caractéristiques                                                 | Caractéristiques                                                 | Caractéristiques                                                 |
| P40   | Vic-le-Comte — Place ⥋ Clermont-Ferrand — Gare routière | Vic-le-Comte — Place ⥋ Clermont-Ferrand — Gare routière          | Vic-le-Comte — Place ⥋ Clermont-Ferrand — Gare routière          | Vic-le-Comte — Place ⥋ Clermont-Ferrand — Gare routière          | Vic-le-Comte — Place ⥋ Clermont-Ferrand — Gare routière          | Vic-le-Comte — Place ⥋ Clermont-Ferrand — Gare routière          | Vic-le-Comte — Place ⥋ Clermont-Ferrand — Gare routière          | Vic-le-Comte — Place ⥋ Clermont-Ferrand — Gare routière          | Vic-le-Comte — Place ⥋ Clermont-Ferrand — Gare routière          |
| ----- | --- | ---------------------------------------------------------------- | ---------------------------------------------------------------- | ---------------------------------------------------------------- | ---------------------------------------------------------------- | ---------------------------------------------------------------- | ---------------------------------------------------------------- | ---------------------------------------------------------------- | ---------------------------------------------------------------- |
| P40   | Ouverture / Fermeture — / — | Longueur —                                                       | Durée 55 min                                                     | Nb. d’arrêts 21                                                  | Matériel —                                                       | Jours de fonctionnement L, Ma, Me, J, V, S                       | Jour / Soir / Nuit / Fêtes O / N / N / N                         | Voy. / an —                                                      | Exploitant Keolis Loisirs et Voyages                             |
| P40   | Desserte : - Ville et lieux desservis : Vic-le-Comte, Mirefleurs, Les Martres-de-Veyre, Le Cendre, Orcet et Clermont-Ferrand - Gares desservies : Gare de Vic-le-Comte, Gare des Martres-de-Veyre |                                                                  |                                                                  |                                                                  |                                                                  |                                                                  |                                                                  |                                                                  |                                                                  |
| P40   | Autre : - Amplitudes horaires : La ligne fonctionne du lundi au samedi à raison d'un à quatre allers-retours par jour. - Particularités : La ligne compte quelques doublages scolaires. - Date de dernière mise à jour : 11 décembre 2022.                                                                       |                                                                  |                                                                  |                                                                  |                                                                  |                                                                  |                                                                  |                                                                  |                                                                  |
| P40   | Dernière actualisation : — |                                                                  |                                                                  |                                                                  |                                                                  |                                                                  |                                                                  |                                                                  |                                                                  |
| P42   | Authezat — Centre ⥋ Clermont-Ferrand — Gare routière | Authezat — Centre ⥋ Clermont-Ferrand — Gare routière             | Authezat — Centre ⥋ Clermont-Ferrand — Gare routière             | Authezat — Centre ⥋ Clermont-Ferrand — Gare routière             | Authezat — Centre ⥋ Clermont-Ferrand — Gare routière             | Authezat — Centre ⥋ Clermont-Ferrand — Gare routière             | Authezat — Centre ⥋ Clermont-Ferrand — Gare routière             | Authezat — Centre ⥋ Clermont-Ferrand — Gare routière             | Authezat — Centre ⥋ Clermont-Ferrand — Gare routière             |
| P42   | Ouverture / Fermeture — / — | Longueur —                                                       | Durée 50 min                                                     | Nb. d’arrêts 23                                                  | Matériel —                                                       | Jours de fonctionnement L, Ma, Me, J, V, S                       | Jour / Soir / Nuit / Fêtes O / N / N / N                         | Voy. / an —                                                      | Exploitant Keolis Loisirs et Voyages                             |
| P42   | Desserte : - Ville et lieux desservis : Authezat, Veyre-Monton, Orcet, Pérignat-lès-Sarliève, Aubière et Clermont-Ferrand - Gares desservies : Gare de Clermont-Ferrand |                                                                  |                                                                  |                                                                  |                                                                  |                                                                  |                                                                  |                                                                  |                                                                  |
| P42   | Autre : - Amplitudes horaires : La ligne fonctionne du lundi au samedi à raison de deux à trois allers-retours par jour. - Particularités : La ligne compte quelques doublages scolaires. - Date de dernière mise à jour : 11 décembre 2022.                                                                     |                                                                  |                                                                  |                                                                  |                                                                  |                                                                  |                                                                  |                                                                  |                                                                  |
| P42   | Dernière actualisation : — |                                                                  |                                                                  |                                                                  |                                                                  |                                                                  |                                                                  |                                                                  |                                                                  |
| P43   | Champeix — Centre ⥋ Clermont-Ferrand — Gare routière | Champeix — Centre ⥋ Clermont-Ferrand — Gare routière             | Champeix — Centre ⥋ Clermont-Ferrand — Gare routière             | Champeix — Centre ⥋ Clermont-Ferrand — Gare routière             | Champeix — Centre ⥋ Clermont-Ferrand — Gare routière             | Champeix — Centre ⥋ Clermont-Ferrand — Gare routière             | Champeix — Centre ⥋ Clermont-Ferrand — Gare routière             | Champeix — Centre ⥋ Clermont-Ferrand — Gare routière             | Champeix — Centre ⥋ Clermont-Ferrand — Gare routière             |
| P43   | Ouverture / Fermeture — / — | Longueur —                                                       | Durée 60 min                                                     | Nb. d’arrêts 18                                                  | Matériel —                                                       | Jours de fonctionnement L, Ma, Me, J, V, S                       | Jour / Soir / Nuit / Fêtes O / N / N / N                         | Voy. / an —                                                      | Exploitant Robin Issoire                                         |
| P43   | Desserte : - Ville et lieux desservis : Champeix, Saint-Sandoux, Saint-Saturnin, Saint-Amant-Tallende, Tallende, Veyre-Monton, Aubière et Clermont-Ferrand - Gares desservies : Aucune. |                                                                  |                                                                  |                                                                  |                                                                  |                                                                  |                                                                  |                                                                  |                                                                  |
| P43   | Autre : - Amplitudes horaires : La ligne fonctionne du lundi au samedi à raison d'un à trois allers-retours par jour. - Particularités : La ligne compte quelques doublages scolaires. - Date de dernière mise à jour : 11 décembre 2022.                                                                        |                                                                  |                                                                  |                                                                  |                                                                  |                                                                  |                                                                  |                                                                  |                                                                  |
| P43   | Dernière actualisation : — |                                                                  |                                                                  |                                                                  |                                                                  |                                                                  |                                                                  |                                                                  |                                                                  |
| P44   | Besse-et-Saint-Anastaise — Bourg ⥋ Issoire — Sous-préfecture | Besse-et-Saint-Anastaise — Bourg ⥋ Issoire — Sous-préfecture     | Besse-et-Saint-Anastaise — Bourg ⥋ Issoire — Sous-préfecture     | Besse-et-Saint-Anastaise — Bourg ⥋ Issoire — Sous-préfecture     | Besse-et-Saint-Anastaise — Bourg ⥋ Issoire — Sous-préfecture     | Besse-et-Saint-Anastaise — Bourg ⥋ Issoire — Sous-préfecture     | Besse-et-Saint-Anastaise — Bourg ⥋ Issoire — Sous-préfecture     | Besse-et-Saint-Anastaise — Bourg ⥋ Issoire — Sous-préfecture     | Besse-et-Saint-Anastaise — Bourg ⥋ Issoire — Sous-préfecture     |
| P44   | Ouverture / Fermeture — / — | Longueur —                                                       | Durée 50 min                                                     | Nb. d’arrêts 9                                                   | Matériel —                                                       | Jours de fonctionnement S                                        | Jour / Soir / Nuit / Fêtes O / N / N / N                         | Voy. / an —                                                      | Exploitant Robin Issoire                                         |
| P44   | Desserte : - Ville et lieux desservis : Besse-et-Saint-Anastaise, Saurier, Saint-Floret, Saint-Vincent, Saint-Cirgues-sur-Couze, Chidrac, Meilhaud, Perrier et Issoire - Gares desservies : Aucune. |                                                                  |                                                                  |                                                                  |                                                                  |                                                                  |                                                                  |                                                                  |                                                                  |
| P44   | Autre : - Amplitudes horaires : La ligne fonctionne, sur réservation, le samedi à raison d'un aller-retour par jour. - Date de dernière mise à jour : 11 décembre 2022. |                                                                  |                                                                  |                                                                  |                                                                  |                                                                  |                                                                  |                                                                  |                                                                  |
| P44   | Dernière actualisation : — |                                                                  |                                                                  |                                                                  |                                                                  |                                                                  |                                                                  |                                                                  |                                                                  |
| P45   | La Bourboule — Place du Jet d'eau ⥋ Mont-Dore-Le Sancy — Station | La Bourboule — Place du Jet d'eau ⥋ Mont-Dore-Le Sancy — Station | La Bourboule — Place du Jet d'eau ⥋ Mont-Dore-Le Sancy — Station | La Bourboule — Place du Jet d'eau ⥋ Mont-Dore-Le Sancy — Station | La Bourboule — Place du Jet d'eau ⥋ Mont-Dore-Le Sancy — Station | La Bourboule — Place du Jet d'eau ⥋ Mont-Dore-Le Sancy — Station | La Bourboule — Place du Jet d'eau ⥋ Mont-Dore-Le Sancy — Station | La Bourboule — Place du Jet d'eau ⥋ Mont-Dore-Le Sancy — Station | La Bourboule — Place du Jet d'eau ⥋ Mont-Dore-Le Sancy — Station |
| P45   | Ouverture / Fermeture — / — | Longueur —                                                       | Durée 35 min                                                     | Nb. d’arrêts 7                                                   | Matériel —                                                       | Jours de fonctionnement L, Ma, Me, J, V, S, D                    | Jour / Soir / Nuit / Fêtes O / N / N / O                         | Voy. / an —                                                      | Exploitant Keolis Loisirs et Voyages                             |
| P45   | Desserte : - Ville et lieux desservis : La Bourboule, Murat-le-Quaire et Mont-Dore - Gares desservies : Aucune. |                                                                  |                                                                  |                                                                  |                                                                  |                                                                  |                                                                  |                                                                  |                                                                  |
| P45   | Autre : - Amplitudes horaires : - En période hivernale : La ligne fonctionne soit tous les jours soit les weekends de 8 h 30 à 18 h 15 environ ; - En période estivale : La ligne fonctionne tous les jours à raison de quatre allers-retours par jour. - Date de dernière mise à jour : 11 décembre 2022.       |                                                                  |                                                                  |                                                                  |                                                                  |                                                                  |                                                                  |                                                                  |                                                                  |
| P45   | Dernière actualisation : — |                                                                  |                                                                  |                                                                  |                                                                  |                                                                  |                                                                  |                                                                  |                                                                  |
| P46   | Clermont-Ferrand — Gare SNCF ⥋ Ussel — Gare SNCF | Clermont-Ferrand — Gare SNCF ⥋ Ussel — Gare SNCF                 | Clermont-Ferrand — Gare SNCF ⥋ Ussel — Gare SNCF                 | Clermont-Ferrand — Gare SNCF ⥋ Ussel — Gare SNCF                 | Clermont-Ferrand — Gare SNCF ⥋ Ussel — Gare SNCF                 | Clermont-Ferrand — Gare SNCF ⥋ Ussel — Gare SNCF                 | Clermont-Ferrand — Gare SNCF ⥋ Ussel — Gare SNCF                 | Clermont-Ferrand — Gare SNCF ⥋ Ussel — Gare SNCF                 | Clermont-Ferrand — Gare SNCF ⥋ Ussel — Gare SNCF                 |
| P46   | Ouverture / Fermeture 1er janvier 2023 / — | Longueur —                                                       | Durée —                                                          | Nb. d’arrêts 10                                                  | Matériel Autocars                                                | Jours de fonctionnement L, Ma, Me, J, V, S, D                    | Jour / Soir / Nuit / Fêtes O / O / N / O                         | Voy. / an —                                                      | Transporteur Les Cars du Chavanon                                |
| P46   | Desserte : - Villes desservies : Clermont-Ferrand, Rochefort-Montagne, Saint-Julien-Puy-Lavèze, Saint-Sauves-d'Auvergne, La Bourboule, Le Mont-Dore, Bourg-Lastic, Merlines et Ussel - Gares desservies : Gare de Clermont-Ferrand, Gare de Laqueuille, Gare de La Bourboule, Gare du Mont-Dore et Gare d'Ussel. |                                                                  |                                                                  |                                                                  |                                                                  |                                                                  |                                                                  |                                                                  |                                                                  |
| P46   | Autre : - Amplitudes horaires : La ligne fonctionne tous les jours de 5 h 30 à 23 h 15. - Particularités : La ligne compte de nombreux services partiels. - Date de dernière mise à jour : 10 décembre 2022. |                                                                  |                                                                  |                                                                  |                                                                  |                                                                  |                                                                  |                                                                  |                                                                  |
| P46   | Dernière actualisation : — |                                                                  |                                                                  |                                                                  |                                                                  |                                                                  |                                                                  |                                                                  |                                                                  |
| P47   | Clermont-Ferrand — Gare SNCF ⥋ Mauriac — Gare SNCF | Clermont-Ferrand — Gare SNCF ⥋ Mauriac — Gare SNCF               | Clermont-Ferrand — Gare SNCF ⥋ Mauriac — Gare SNCF               | Clermont-Ferrand — Gare SNCF ⥋ Mauriac — Gare SNCF               | Clermont-Ferrand — Gare SNCF ⥋ Mauriac — Gare SNCF               | Clermont-Ferrand — Gare SNCF ⥋ Mauriac — Gare SNCF               | Clermont-Ferrand — Gare SNCF ⥋ Mauriac — Gare SNCF               | Clermont-Ferrand — Gare SNCF ⥋ Mauriac — Gare SNCF               | Clermont-Ferrand — Gare SNCF ⥋ Mauriac — Gare SNCF               |
| P47   | Ouverture / Fermeture 1er janvier 2023 / — | Longueur —                                                       | Durée —                                                          | Nb. d’arrêts 13                                                  | Matériel Autocars                                                | Jours de fonctionnement L, Ma, Me, J, V, S, D                    | Jour / Soir / Nuit / Fêtes O / O / N / O                         | Voy. / an —                                                      | Transporteur Nenot Intertourisme                                 |
| P47   | Desserte : - Villes desservies : Clermont-Ferrand, Rochefort-Montagne, Saint-Julien-Puy-Lavèze, Saint-Sauves-d'Auvergne, Tauves, Bagnols, Lanobre, Bort-les-Orgues, Ydes, Bassignac et Mauriac - Gares desservies : Gare de Clermont-Ferrand, Gare de Laqueuille et Gare de Bort-les-Orgues.                     |                                                                  |                                                                  |                                                                  |                                                                  |                                                                  |                                                                  |                                                                  |                                                                  |
| P47   | Autre : - Amplitudes horaires : La ligne fonctionne tous les jours de 5 h à 0 h 20. - Particularités : La ligne compte de nombreux services partiels. - Date de dernière mise à jour : 10 décembre 2022. |                                                                  |                                                                  |                                                                  |                                                                  |                                                                  |                                                                  |                                                                  |                                                                  |
| P47   | Dernière actualisation : — |                                                                  |                                                                  |                                                                  |                                                                  |                                                                  |                                                                  |                                                                  |                                                                  |

### Lignes P50 à P59
| Ligne | Caractéristiques | Caractéristiques                                                                  | Caractéristiques                                                                  | Caractéristiques                                                                  | Caractéristiques                                                                  | Caractéristiques                                                                  | Caractéristiques                                                                  | Caractéristiques                                                                  | Caractéristiques                                                                  |
| P50   | Saint-Genès-Champespe — Centre ⥋ Bort-les-Orgues — Gare SNCF | Saint-Genès-Champespe — Centre ⥋ Bort-les-Orgues — Gare SNCF                      | Saint-Genès-Champespe — Centre ⥋ Bort-les-Orgues — Gare SNCF                      | Saint-Genès-Champespe — Centre ⥋ Bort-les-Orgues — Gare SNCF                      | Saint-Genès-Champespe — Centre ⥋ Bort-les-Orgues — Gare SNCF                      | Saint-Genès-Champespe — Centre ⥋ Bort-les-Orgues — Gare SNCF                      | Saint-Genès-Champespe — Centre ⥋ Bort-les-Orgues — Gare SNCF                      | Saint-Genès-Champespe — Centre ⥋ Bort-les-Orgues — Gare SNCF                      | Saint-Genès-Champespe — Centre ⥋ Bort-les-Orgues — Gare SNCF                      |
| ----- | --- | --------------------------------------------------------------------------------- | --------------------------------------------------------------------------------- | --------------------------------------------------------------------------------- | --------------------------------------------------------------------------------- | --------------------------------------------------------------------------------- | --------------------------------------------------------------------------------- | --------------------------------------------------------------------------------- | --------------------------------------------------------------------------------- |
| P50   | Ouverture / Fermeture — / — | Longueur —                                                                        | Durée 75 min                                                                      | Nb. d’arrêts 6                                                                    | Matériel —                                                                        | Jours de fonctionnement Ma, S                                                     | Jour / Soir / Nuit / Fêtes O / N / N / N                                          | Voy. / an —                                                                       | Exploitant Les Cars du Chavanon                                                   |
| P50   | Desserte : - Ville et lieux desservis : Saint-Genès-Champespe, Trémouille, Champs-sur-Tarentaine et Bort-les-Orgues - Gares desservies : Gare de Bort-les-Orgues |                                                                                   |                                                                                   |                                                                                   |                                                                                   |                                                                                   |                                                                                   |                                                                                   |                                                                                   |
| P50   | Autre : - Amplitudes horaires : La ligne fonctionne, sur réservation, les mardis et samedis à raison d'un aller-retour par jour. - Particularités : La ligne compte quelques doublages scolaires. - Date de dernière mise à jour : 11 décembre 2022.                                              |                                                                                   |                                                                                   |                                                                                   |                                                                                   |                                                                                   |                                                                                   |                                                                                   |                                                                                   |
| P50   | Dernière actualisation : — |                                                                                   |                                                                                   |                                                                                   |                                                                                   |                                                                                   |                                                                                   |                                                                                   |                                                                                   |
| P52   | Messeix — Bogros ⥋ Clermont-Ferrand — Gare routière | Messeix — Bogros ⥋ Clermont-Ferrand — Gare routière                               | Messeix — Bogros ⥋ Clermont-Ferrand — Gare routière                               | Messeix — Bogros ⥋ Clermont-Ferrand — Gare routière                               | Messeix — Bogros ⥋ Clermont-Ferrand — Gare routière                               | Messeix — Bogros ⥋ Clermont-Ferrand — Gare routière                               | Messeix — Bogros ⥋ Clermont-Ferrand — Gare routière                               | Messeix — Bogros ⥋ Clermont-Ferrand — Gare routière                               | Messeix — Bogros ⥋ Clermont-Ferrand — Gare routière                               |
| P52   | Ouverture / Fermeture — / — | Longueur —                                                                        | Durée 90 min                                                                      | Nb. d’arrêts 26                                                                   | Matériel —                                                                        | Jours de fonctionnement L, Ma, Me, J, V, S                                        | Jour / Soir / Nuit / Fêtes O / N / N / N                                          | Voy. / an —                                                                       | Exploitant Les Cars du Chavanon                                                   |
| P52   | Desserte : - Ville et lieux desservis : Messeix, Bourg-Lastic, Saint-Julien-Puy-Laveze, Laqueuille, Perpezat, Rochefort-Montagne, Saint-Pierre-Roche, Olby, Nebouzat, Aurières, Saint-Genès-Champanelle, Chanonat, Romagnat, Beaumont et Clermont-Ferrand - Gares desservies : Gare de Laqueuille |                                                                                   |                                                                                   |                                                                                   |                                                                                   |                                                                                   |                                                                                   |                                                                                   |                                                                                   |
| P52   | Autre : - Amplitudes horaires : La ligne fonctionne du lundi au samedi à raison d'un à deux allers-retours par jour. - Date de dernière mise à jour : 11 décembre 2022. |                                                                                   |                                                                                   |                                                                                   |                                                                                   |                                                                                   |                                                                                   |                                                                                   |                                                                                   |
| P52   | Dernière actualisation : — |                                                                                   |                                                                                   |                                                                                   |                                                                                   |                                                                                   |                                                                                   |                                                                                   |                                                                                   |
| P53   | Giat — La Poste ⥋ Pontaumur — Halle des sports / Clermont-Ferrand — Gare routière | Giat — La Poste ⥋ Pontaumur — Halle des sports / Clermont-Ferrand — Gare routière | Giat — La Poste ⥋ Pontaumur — Halle des sports / Clermont-Ferrand — Gare routière | Giat — La Poste ⥋ Pontaumur — Halle des sports / Clermont-Ferrand — Gare routière | Giat — La Poste ⥋ Pontaumur — Halle des sports / Clermont-Ferrand — Gare routière | Giat — La Poste ⥋ Pontaumur — Halle des sports / Clermont-Ferrand — Gare routière | Giat — La Poste ⥋ Pontaumur — Halle des sports / Clermont-Ferrand — Gare routière | Giat — La Poste ⥋ Pontaumur — Halle des sports / Clermont-Ferrand — Gare routière | Giat — La Poste ⥋ Pontaumur — Halle des sports / Clermont-Ferrand — Gare routière |
| P53   | Ouverture / Fermeture — / — | Longueur —                                                                        | Durée 34 / 81 min                                                                 | Nb. d’arrêts 5 / 22                                                               | Matériel —                                                                        | Jours de fonctionnement L, Ma, Me, J, V, S                                        | Jour / Soir / Nuit / Fêtes O / N / N / N                                          | Voy. / an —                                                                       | Exploitant Jalicon                                                                |
| P53   | Desserte : - Ville et lieux desservis : Giat, Saint-Avit, Condat-en-Combraille, Pontaumur, La Goutelle, Bromont-Lamothe, Pontgibaud, Saint-Ours, Orcines, Chamalières et Clermont-Ferrand - Gares desservies : Aucune.                                                                            |                                                                                   |                                                                                   |                                                                                   |                                                                                   |                                                                                   |                                                                                   |                                                                                   |                                                                                   |
| P53   | Autre : - Amplitudes horaires : La ligne fonctionne du lundi au samedi à raison d'un à deux allers-retours par jour. - Particularités : Les services desservant Giat sont au départ de Pontaumur uniquement. - Date de dernière mise à jour : 11 décembre 2022.                                   |                                                                                   |                                                                                   |                                                                                   |                                                                                   |                                                                                   |                                                                                   |                                                                                   |                                                                                   |
| P53   | Dernière actualisation : — |                                                                                   |                                                                                   |                                                                                   |                                                                                   |                                                                                   |                                                                                   |                                                                                   |                                                                                   |
| P55   | Puy-Guillaume — Rue Calmette ⥋ Vichy — Gare SNCF | Puy-Guillaume — Rue Calmette ⥋ Vichy — Gare SNCF                                  | Puy-Guillaume — Rue Calmette ⥋ Vichy — Gare SNCF                                  | Puy-Guillaume — Rue Calmette ⥋ Vichy — Gare SNCF                                  | Puy-Guillaume — Rue Calmette ⥋ Vichy — Gare SNCF                                  | Puy-Guillaume — Rue Calmette ⥋ Vichy — Gare SNCF                                  | Puy-Guillaume — Rue Calmette ⥋ Vichy — Gare SNCF                                  | Puy-Guillaume — Rue Calmette ⥋ Vichy — Gare SNCF                                  | Puy-Guillaume — Rue Calmette ⥋ Vichy — Gare SNCF                                  |
| P55   | Ouverture / Fermeture — / — | Longueur —                                                                        | Durée 62 min                                                                      | Nb. d’arrêts 20                                                                   | Matériel —                                                                        | Jours de fonctionnement L, Ma, Me, J, V, S                                        | Jour / Soir / Nuit / Fêtes O / N / N / N                                          | Voy. / an —                                                                       | Exploitant Europ Voyages                                                          |
| P55   | Desserte : - Ville et lieux desservis : Puy-Guillaume, Châteldon, Ris, Mariol, Saint-Yorre, Abrest, Cusset et Vichy - Gares desservies : Gare de Vichy |                                                                                   |                                                                                   |                                                                                   |                                                                                   |                                                                                   |                                                                                   |                                                                                   |                                                                                   |
| P55   | Autre : - Amplitudes horaires : La ligne fonctionne du lundi au samedi à raison de deux à trois allers-retours par jour. - Date de dernière mise à jour : 11 décembre 2022. |                                                                                   |                                                                                   |                                                                                   |                                                                                   |                                                                                   |                                                                                   |                                                                                   |                                                                                   |
| P55   | Dernière actualisation : — |                                                                                   |                                                                                   |                                                                                   |                                                                                   |                                                                                   |                                                                                   |                                                                                   |                                                                                   |
| P56   | Châteldon — Monument aux Morts ⥋ Thiers — Lycée Germaine Thillon | Châteldon — Monument aux Morts ⥋ Thiers — Lycée Germaine Thillon                  | Châteldon — Monument aux Morts ⥋ Thiers — Lycée Germaine Thillon                  | Châteldon — Monument aux Morts ⥋ Thiers — Lycée Germaine Thillon                  | Châteldon — Monument aux Morts ⥋ Thiers — Lycée Germaine Thillon                  | Châteldon — Monument aux Morts ⥋ Thiers — Lycée Germaine Thillon                  | Châteldon — Monument aux Morts ⥋ Thiers — Lycée Germaine Thillon                  | Châteldon — Monument aux Morts ⥋ Thiers — Lycée Germaine Thillon                  | Châteldon — Monument aux Morts ⥋ Thiers — Lycée Germaine Thillon                  |
| P56   | Ouverture / Fermeture — / — | Longueur —                                                                        | Durée 45 min                                                                      | Nb. d’arrêts 23                                                                   | Matériel —                                                                        | Jours de fonctionnement L, Ma, Me, J, V, S                                        | Jour / Soir / Nuit / Fêtes O / N / N / N                                          | Voy. / an —                                                                       | Exploitant Europ Voyages                                                          |
| P56   | Desserte : - Ville et lieux desservis : Châteldon, Limons, Ris, Puy-Guillaume, Paslières et Thiers - Gares desservies : Aucune. |                                                                                   |                                                                                   |                                                                                   |                                                                                   |                                                                                   |                                                                                   |                                                                                   |                                                                                   |
| P56   | Autre : - Amplitudes horaires : La ligne fonctionne du lundi au samedi à raison d'un à trois allers-retours par jour. - Date de dernière mise à jour : 11 décembre 2022. |                                                                                   |                                                                                   |                                                                                   |                                                                                   |                                                                                   |                                                                                   |                                                                                   |                                                                                   |
| P56   | Dernière actualisation : — |                                                                                   |                                                                                   |                                                                                   |                                                                                   |                                                                                   |                                                                                   |                                                                                   |                                                                                   |

### Lignes P60 à P69
| Ligne | Caractéristiques | Caractéristiques                                                                     | Caractéristiques                                                                     | Caractéristiques                                                                     | Caractéristiques                                                                     | Caractéristiques                                                                     | Caractéristiques                                                                     | Caractéristiques                                                                     | Caractéristiques                                                                     |
| P60   | Combronde — Parc de l'Aize ⥋ Clermont-Ferrand — Gare routière | Combronde — Parc de l'Aize ⥋ Clermont-Ferrand — Gare routière                        | Combronde — Parc de l'Aize ⥋ Clermont-Ferrand — Gare routière                        | Combronde — Parc de l'Aize ⥋ Clermont-Ferrand — Gare routière                        | Combronde — Parc de l'Aize ⥋ Clermont-Ferrand — Gare routière                        | Combronde — Parc de l'Aize ⥋ Clermont-Ferrand — Gare routière                        | Combronde — Parc de l'Aize ⥋ Clermont-Ferrand — Gare routière                        | Combronde — Parc de l'Aize ⥋ Clermont-Ferrand — Gare routière                        | Combronde — Parc de l'Aize ⥋ Clermont-Ferrand — Gare routière                        |
| ----- | --- | ------------------------------------------------------------------------------------ | ------------------------------------------------------------------------------------ | ------------------------------------------------------------------------------------ | ------------------------------------------------------------------------------------ | ------------------------------------------------------------------------------------ | ------------------------------------------------------------------------------------ | ------------------------------------------------------------------------------------ | ------------------------------------------------------------------------------------ |
| P60   | Ouverture / Fermeture — / — | Longueur —                                                                           | Durée 55 min                                                                         | Nb. d’arrêts 11                                                                      | Matériel —                                                                           | Jours de fonctionnement L, Ma, Me, J, V                                              | Jour / Soir / Nuit / Fêtes O / N / N / N                                             | Voy. / an —                                                                          | Exploitant Autocars Delaye                                                           |
| P60   | Desserte : - Ville et lieux desservis : Combronde, Beauregard-Vendon, Davayat, Saint-Bonnet-près-Riom, Riom et Clermont-Ferrand - Gares desservies : Gare de Clermont-Ferrand |                                                                                      |                                                                                      |                                                                                      |                                                                                      |                                                                                      |                                                                                      |                                                                                      |                                                                                      |
| P60   | Autre : - Amplitudes horaires : La ligne fonctionne du lundi au vendredi à raison de deux allers-retours par jour. - Date de dernière mise à jour : 11 décembre 2022. |                                                                                      |                                                                                      |                                                                                      |                                                                                      |                                                                                      |                                                                                      |                                                                                      |                                                                                      |
| P60   | Dernière actualisation : — |                                                                                      |                                                                                      |                                                                                      |                                                                                      |                                                                                      |                                                                                      |                                                                                      |                                                                                      |
| P61   | Montaigut — Rue de la Chapelle ⥋ Clermont-Ferrand — Gare routière | Montaigut — Rue de la Chapelle ⥋ Clermont-Ferrand — Gare routière                    | Montaigut — Rue de la Chapelle ⥋ Clermont-Ferrand — Gare routière                    | Montaigut — Rue de la Chapelle ⥋ Clermont-Ferrand — Gare routière                    | Montaigut — Rue de la Chapelle ⥋ Clermont-Ferrand — Gare routière                    | Montaigut — Rue de la Chapelle ⥋ Clermont-Ferrand — Gare routière                    | Montaigut — Rue de la Chapelle ⥋ Clermont-Ferrand — Gare routière                    | Montaigut — Rue de la Chapelle ⥋ Clermont-Ferrand — Gare routière                    | Montaigut — Rue de la Chapelle ⥋ Clermont-Ferrand — Gare routière                    |
| P61   | Ouverture / Fermeture — / — | Longueur —                                                                           | Durée 125 min                                                                        | Nb. d’arrêts 32                                                                      | Matériel —                                                                           | Jours de fonctionnement L, Ma, Me, J, V                                              | Jour / Soir / Nuit / Fêtes O / N / N / N                                             | Voy. / an —                                                                          | Exploitant Keolis Pays des Volcans                                                   |
| P61   | Desserte : - Ville et lieux desservis : Montaigut, Saint-Éloy-les-Mines, Menat, Saint-Rémy-de-Blot, Pouzol, Saint-Pardoux, Saint-Hilaire-la-Croix, Jozerand, Montcel, Combronde, Beauregard-Vendon, Davayat, Saint-Bonnet-près-Riom, Riom et Clermont-Ferrand - Gares desservies : Gare de Riom - Châtel-Guyon, Gare de Clermont-Ferrand |                                                                                      |                                                                                      |                                                                                      |                                                                                      |                                                                                      |                                                                                      |                                                                                      |                                                                                      |
| P61   | Autre : - Amplitudes horaires : La ligne fonctionne du lundi au vendredi à raison de deux allers-retours par jour. - Date de dernière mise à jour : 11 décembre 2022. |                                                                                      |                                                                                      |                                                                                      |                                                                                      |                                                                                      |                                                                                      |                                                                                      |                                                                                      |
| P61   | Dernière actualisation : — |                                                                                      |                                                                                      |                                                                                      |                                                                                      |                                                                                      |                                                                                      |                                                                                      |                                                                                      |
| P62   | Riom — Gare SNCF ⥋ Saint-Gervais — Lycée | Riom — Gare SNCF ⥋ Saint-Gervais — Lycée                                             | Riom — Gare SNCF ⥋ Saint-Gervais — Lycée                                             | Riom — Gare SNCF ⥋ Saint-Gervais — Lycée                                             | Riom — Gare SNCF ⥋ Saint-Gervais — Lycée                                             | Riom — Gare SNCF ⥋ Saint-Gervais — Lycée                                             | Riom — Gare SNCF ⥋ Saint-Gervais — Lycée                                             | Riom — Gare SNCF ⥋ Saint-Gervais — Lycée                                             | Riom — Gare SNCF ⥋ Saint-Gervais — Lycée                                             |
| P62   | Ouverture / Fermeture 1er janvier 2023 / — | Longueur —                                                                           | Durée —                                                                              | Nb. d’arrêts 6                                                                       | Matériel —                                                                           | Jours de fonctionnement L, Ma, Me, J, V                                              | Jour / Soir / Nuit / Fêtes O / N / N / N                                             | Voy. / an —                                                                          | Exploitant Meunier Tourisme                                                          |
| P62   | Desserte : - Ville et lieux desservis : Riom, Châtel-Guyon, Manzat, Lamontgie et Saint-Gervais - Gares desservies : Gare de Riom - Châtel-Guyon. |                                                                                      |                                                                                      |                                                                                      |                                                                                      |                                                                                      |                                                                                      |                                                                                      |                                                                                      |
| P62   | Autre : - Amplitudes horaires : La ligne fonctionne du lundi au vendredi à raison de deux allers-retours par jour. - Date de dernière mise à jour : 10 décembre 2022. |                                                                                      |                                                                                      |                                                                                      |                                                                                      |                                                                                      |                                                                                      |                                                                                      |                                                                                      |
| P62   | Dernière actualisation : — |                                                                                      |                                                                                      |                                                                                      |                                                                                      |                                                                                      |                                                                                      |                                                                                      |                                                                                      |
| P64   | Enval — Place Marcel Morge ⥋ Clermont-Ferrand — Gare routière / Chamalières — Mairie | Enval — Place Marcel Morge ⥋ Clermont-Ferrand — Gare routière / Chamalières — Mairie | Enval — Place Marcel Morge ⥋ Clermont-Ferrand — Gare routière / Chamalières — Mairie | Enval — Place Marcel Morge ⥋ Clermont-Ferrand — Gare routière / Chamalières — Mairie | Enval — Place Marcel Morge ⥋ Clermont-Ferrand — Gare routière / Chamalières — Mairie | Enval — Place Marcel Morge ⥋ Clermont-Ferrand — Gare routière / Chamalières — Mairie | Enval — Place Marcel Morge ⥋ Clermont-Ferrand — Gare routière / Chamalières — Mairie | Enval — Place Marcel Morge ⥋ Clermont-Ferrand — Gare routière / Chamalières — Mairie | Enval — Place Marcel Morge ⥋ Clermont-Ferrand — Gare routière / Chamalières — Mairie |
| P64   | Ouverture / Fermeture — / — | Longueur —                                                                           | Durée 46 / 54 min                                                                    | Nb. d’arrêts 12 / 13                                                                 | Matériel —                                                                           | Jours de fonctionnement L, Ma, Me, J, V, S                                           | Jour / Soir / Nuit / Fêtes O / N / N / N                                             | Voy. / an —                                                                          | Exploitant Keolis Loisirs et Voyages                                                 |
| P64   | Desserte : - Ville et lieux desservis : Enval, Volvic, Malauzat, Clermont-Ferrand et Chamalières - Gares desservies : Aucune. |                                                                                      |                                                                                      |                                                                                      |                                                                                      |                                                                                      |                                                                                      |                                                                                      |                                                                                      |
| P64   | Autre : - Amplitudes horaires : La ligne fonctionne du lundi au samedi à raison d'un à trois allers-retours par jour. - Particularités : Chamalières n'est pas desservie durant les vacances scolaires. - Date de dernière mise à jour : 11 décembre 2022.                                                                               |                                                                                      |                                                                                      |                                                                                      |                                                                                      |                                                                                      |                                                                                      |                                                                                      |                                                                                      |
| P64   | Dernière actualisation : — |                                                                                      |                                                                                      |                                                                                      |                                                                                      |                                                                                      |                                                                                      |                                                                                      |                                                                                      |

### Lignes P70 à P79
| Ligne | Caractéristiques | Caractéristiques                                                                              | Caractéristiques                                                                              | Caractéristiques                                                                              | Caractéristiques                                                                              | Caractéristiques                                                                              | Caractéristiques                                                                              | Caractéristiques                                                                              | Caractéristiques                                                                              |
| P70   | Thuret — Salle des fêtes ⥋ Clermont-Ferrand — Gare routière | Thuret — Salle des fêtes ⥋ Clermont-Ferrand — Gare routière                                   | Thuret — Salle des fêtes ⥋ Clermont-Ferrand — Gare routière                                   | Thuret — Salle des fêtes ⥋ Clermont-Ferrand — Gare routière                                   | Thuret — Salle des fêtes ⥋ Clermont-Ferrand — Gare routière                                   | Thuret — Salle des fêtes ⥋ Clermont-Ferrand — Gare routière                                   | Thuret — Salle des fêtes ⥋ Clermont-Ferrand — Gare routière                                   | Thuret — Salle des fêtes ⥋ Clermont-Ferrand — Gare routière                                   | Thuret — Salle des fêtes ⥋ Clermont-Ferrand — Gare routière                                   |
| ----- | --- | --------------------------------------------------------------------------------------------- | --------------------------------------------------------------------------------------------- | --------------------------------------------------------------------------------------------- | --------------------------------------------------------------------------------------------- | --------------------------------------------------------------------------------------------- | --------------------------------------------------------------------------------------------- | --------------------------------------------------------------------------------------------- | --------------------------------------------------------------------------------------------- |
| P70   | Ouverture / Fermeture — / — | Longueur —                                                                                    | Durée 65 min                                                                                  | Nb. d’arrêts 19                                                                               | Matériel —                                                                                    | Jours de fonctionnement L, Ma, Me, J, V, S                                                    | Jour / Soir / Nuit / Fêtes O / N / N / N                                                      | Voy. / an —                                                                                   | Exploitant Europ Voyages                                                                      |
| P70   | Desserte : - Ville et lieux desservis : Thuret, Surat, Saint-Ignat, Ennezat, Entraigues, Chappes, Lussat, Malintrat, Gerzat et Clermont-Ferrand - Gares desservies : Gare de Clermont-Ferrand |                                                                                               |                                                                                               |                                                                                               |                                                                                               |                                                                                               |                                                                                               |                                                                                               |                                                                                               |
| P70   | Autre : - Amplitudes horaires : La ligne fonctionne du lundi au samedi à raison d'un à quatre allers-retours par jour. - Date de dernière mise à jour : 11 décembre 2022. |                                                                                               |                                                                                               |                                                                                               |                                                                                               |                                                                                               |                                                                                               |                                                                                               |                                                                                               |
| P70   | Dernière actualisation : — |                                                                                               |                                                                                               |                                                                                               |                                                                                               |                                                                                               |                                                                                               |                                                                                               |                                                                                               |
| P73   | Châtel-Guyon — Office du tourisme / Riom — Lycée P-J Bonté ⥋ Clermont-Ferrand — Gare routière | Châtel-Guyon — Office du tourisme / Riom — Lycée P-J Bonté ⥋ Clermont-Ferrand — Gare routière | Châtel-Guyon — Office du tourisme / Riom — Lycée P-J Bonté ⥋ Clermont-Ferrand — Gare routière | Châtel-Guyon — Office du tourisme / Riom — Lycée P-J Bonté ⥋ Clermont-Ferrand — Gare routière | Châtel-Guyon — Office du tourisme / Riom — Lycée P-J Bonté ⥋ Clermont-Ferrand — Gare routière | Châtel-Guyon — Office du tourisme / Riom — Lycée P-J Bonté ⥋ Clermont-Ferrand — Gare routière | Châtel-Guyon — Office du tourisme / Riom — Lycée P-J Bonté ⥋ Clermont-Ferrand — Gare routière | Châtel-Guyon — Office du tourisme / Riom — Lycée P-J Bonté ⥋ Clermont-Ferrand — Gare routière | Châtel-Guyon — Office du tourisme / Riom — Lycée P-J Bonté ⥋ Clermont-Ferrand — Gare routière |
| P73   | Ouverture / Fermeture — / — | Longueur —                                                                                    | Durée 62 / 50 min                                                                             | Nb. d’arrêts 23 / 17                                                                          | Matériel —                                                                                    | Jours de fonctionnement L, Ma, Me, J, V, S, D                                                 | Jour / Soir / Nuit / Fêtes O / N / N / O                                                      | Voy. / an —                                                                                   | Exploitant Autocars Delaye                                                                    |
| P73   | Desserte : - Ville et lieux desservis : Châtel-Guyon, Mozac, Riom, Ménétrol, Gerzat et Clermont-Ferrand - Gares desservies : Gare de Clermont-Ferrand |                                                                                               |                                                                                               |                                                                                               |                                                                                               |                                                                                               |                                                                                               |                                                                                               |                                                                                               |
| P73   | Autre : - Amplitudes horaires : La ligne fonctionne du lundi au vendredi de 6 h 45 à 19 h 5, le samedi à raison de trois allers-retours par jour et les dimanches soir à raison de deux départs depuis Clermont et vers Riom. - Particularités : Le tronçon Châtel-Guyon-Riom n'est desservi qu'un fois par jour. - Date de dernière mise à jour : 11 décembre 2022. |                                                                                               |                                                                                               |                                                                                               |                                                                                               |                                                                                               |                                                                                               |                                                                                               |                                                                                               |
| P73   | Dernière actualisation : — |                                                                                               |                                                                                               |                                                                                               |                                                                                               |                                                                                               |                                                                                               |                                                                                               |                                                                                               |
| P74   | Besse-et-Saint-Anastaise — Super-Besse ⥋ Clermont-Ferrand — Gare SNCF | Besse-et-Saint-Anastaise — Super-Besse ⥋ Clermont-Ferrand — Gare SNCF                         | Besse-et-Saint-Anastaise — Super-Besse ⥋ Clermont-Ferrand — Gare SNCF                         | Besse-et-Saint-Anastaise — Super-Besse ⥋ Clermont-Ferrand — Gare SNCF                         | Besse-et-Saint-Anastaise — Super-Besse ⥋ Clermont-Ferrand — Gare SNCF                         | Besse-et-Saint-Anastaise — Super-Besse ⥋ Clermont-Ferrand — Gare SNCF                         | Besse-et-Saint-Anastaise — Super-Besse ⥋ Clermont-Ferrand — Gare SNCF                         | Besse-et-Saint-Anastaise — Super-Besse ⥋ Clermont-Ferrand — Gare SNCF                         | Besse-et-Saint-Anastaise — Super-Besse ⥋ Clermont-Ferrand — Gare SNCF                         |
| P74   | Ouverture / Fermeture — / — | Longueur —                                                                                    | Durée 75 min                                                                                  | Nb. d’arrêts 11                                                                               | Matériel —                                                                                    | Jours de fonctionnement S                                                                     | Jour / Soir / Nuit / Fêtes O / N / N / N                                                      | Voy. / an —                                                                                   | Exploitant Faure Auvergne                                                                     |
| P74   | Desserte : - Ville et lieux desservis : Besse-et-Saint-Anastaise, Saint-Pierre-Colamine, Saint-Diéry, Grandeyrolles, Montaigut-le-Blanc, Champeix, Plauzat et Clermont-Ferrand - Gares desservies : Gare de Clermont-Ferrand |                                                                                               |                                                                                               |                                                                                               |                                                                                               |                                                                                               |                                                                                               |                                                                                               |                                                                                               |
| P74   | Autre : - Amplitudes horaires : La ligne fonctionne les samedis des vacances de noël, d'hiver et des mois de juillet et d'août à raison d'un aller-retour par jour en été et de deux allers-retours par jour en hiver. - Date de dernière mise à jour : 11 décembre 2022.                                                                                            |                                                                                               |                                                                                               |                                                                                               |                                                                                               |                                                                                               |                                                                                               |                                                                                               |                                                                                               |
| P74   | Dernière actualisation : — |                                                                                               |                                                                                               |                                                                                               |                                                                                               |                                                                                               |                                                                                               |                                                                                               |                                                                                               |
| P75   | Cébazat — Porte de Troyes ⥋ Riom — Gare SNCF | Cébazat — Porte de Troyes ⥋ Riom — Gare SNCF                                                  | Cébazat — Porte de Troyes ⥋ Riom — Gare SNCF                                                  | Cébazat — Porte de Troyes ⥋ Riom — Gare SNCF                                                  | Cébazat — Porte de Troyes ⥋ Riom — Gare SNCF                                                  | Cébazat — Porte de Troyes ⥋ Riom — Gare SNCF                                                  | Cébazat — Porte de Troyes ⥋ Riom — Gare SNCF                                                  | Cébazat — Porte de Troyes ⥋ Riom — Gare SNCF                                                  | Cébazat — Porte de Troyes ⥋ Riom — Gare SNCF                                                  |
| P75   | Ouverture / Fermeture 1er mars 2021 / — | Longueur —                                                                                    | Durée 18 min                                                                                  | Nb. d’arrêts 10                                                                               | Matériel —                                                                                    | Jours de fonctionnement L, Ma, Me, J, V                                                       | Jour / Soir / Nuit / Fêtes O / N / N / N                                                      | Voy. / an —                                                                                   | Exploitant Autocars Delaye                                                                    |
| P75   | Desserte : - Ville et lieux desservis : Cébazat, Châteaugay, Ménétrol et Riom - Gares desservies : Gare de Riom - Châtel-Guyon |                                                                                               |                                                                                               |                                                                                               |                                                                                               |                                                                                               |                                                                                               |                                                                                               |                                                                                               |
| P75   | Autre : - Amplitudes horaires : La ligne fonctionne du lundi au vendredi à raison de deux à trois allers-retours par jour. - Particularités : Ligne coorganisée par la région, le SMTC Clermont et la communauté d'agglomération Riom Limagne et Volcans. - Date de dernière mise à jour : 11 décembre 2022.                                                         |                                                                                               |                                                                                               |                                                                                               |                                                                                               |                                                                                               |                                                                                               |                                                                                               |                                                                                               |
| P75   | Dernière actualisation : — |                                                                                               |                                                                                               |                                                                                               |                                                                                               |                                                                                               |                                                                                               |                                                                                               |                                                                                               |
| P76   | Ambert — Gare SNCF ⥋ Montbrison — Gare SNCF | Ambert — Gare SNCF ⥋ Montbrison — Gare SNCF                                                   | Ambert — Gare SNCF ⥋ Montbrison — Gare SNCF                                                   | Ambert — Gare SNCF ⥋ Montbrison — Gare SNCF                                                   | Ambert — Gare SNCF ⥋ Montbrison — Gare SNCF                                                   | Ambert — Gare SNCF ⥋ Montbrison — Gare SNCF                                                   | Ambert — Gare SNCF ⥋ Montbrison — Gare SNCF                                                   | Ambert — Gare SNCF ⥋ Montbrison — Gare SNCF                                                   | Ambert — Gare SNCF ⥋ Montbrison — Gare SNCF                                                   |
| P76   | Ouverture / Fermeture 1er mars 2022 / — | Longueur —                                                                                    | Durée 63 min                                                                                  | Nb. d’arrêts 4                                                                                | Matériel —                                                                                    | Jours de fonctionnement L, Ma, Me, J, V                                                       | Jour / Soir / Nuit / Fêtes O / N / N / N                                                      | Voy. / an —                                                                                   | Exploitant Keolis Loisirs et Voyages                                                          |
| P76   | Desserte : - Ville et lieux desservis : Ambert, Saint-Anthème et Montbrison - Gares desservies : Gare d'Ambert et Gare de Montbrison |                                                                                               |                                                                                               |                                                                                               |                                                                                               |                                                                                               |                                                                                               |                                                                                               |                                                                                               |
| P76   | Autre : - Amplitudes horaires : La ligne fonctionne, sur réservation, du lundi à vendredi à raison d'un aller-retour par jour. - Date de dernière mise à jour : 29 janvier 2023. |                                                                                               |                                                                                               |                                                                                               |                                                                                               |                                                                                               |                                                                                               |                                                                                               |                                                                                               |
| P76   | Dernière actualisation : — |                                                                                               |                                                                                               |                                                                                               |                                                                                               |                                                                                               |                                                                                               |                                                                                               |                                                                                               |
| P83   | Vollore-Montagne — Bourg ⥋ Thiers — Mairie | Vollore-Montagne — Bourg ⥋ Thiers — Mairie                                                    | Vollore-Montagne — Bourg ⥋ Thiers — Mairie                                                    | Vollore-Montagne — Bourg ⥋ Thiers — Mairie                                                    | Vollore-Montagne — Bourg ⥋ Thiers — Mairie                                                    | Vollore-Montagne — Bourg ⥋ Thiers — Mairie                                                    | Vollore-Montagne — Bourg ⥋ Thiers — Mairie                                                    | Vollore-Montagne — Bourg ⥋ Thiers — Mairie                                                    | Vollore-Montagne — Bourg ⥋ Thiers — Mairie                                                    |
| P83   | Ouverture / Fermeture — / — | Longueur —                                                                                    | Durée 35 min                                                                                  | Nb. d’arrêts 5                                                                                | Matériel —                                                                                    | Jours de fonctionnement J                                                                     | Jour / Soir / Nuit / Fêtes O / N / N / N                                                      | Voy. / an —                                                                                   | Exploitant Keolis Pays des Volcans                                                            |
| P83   | Desserte : - Ville et lieux desservis : Vollore-Montagne, Viscomtat, Celles-sur-Durolle, La Monnerie-le-Montel et Thiers - Gares desservies : Aucune. |                                                                                               |                                                                                               |                                                                                               |                                                                                               |                                                                                               |                                                                                               |                                                                                               |                                                                                               |
| P83   | Autre : - Amplitudes horaires : La ligne fonctionne, sur réservation, le jeudi à raison d'un aller-retour par jour. - Date de dernière mise à jour : 11 décembre 2022. |                                                                                               |                                                                                               |                                                                                               |                                                                                               |                                                                                               |                                                                                               |                                                                                               |                                                                                               |
| P83   | Dernière actualisation : — |                                                                                               |                                                                                               |                                                                                               |                                                                                               |                                                                                               |                                                                                               |                                                                                               |                                                                                               |
| P84   | Vollore-Montagne — Bourg ⥋ Courpière — Gare SNCF | Vollore-Montagne — Bourg ⥋ Courpière — Gare SNCF                                              | Vollore-Montagne — Bourg ⥋ Courpière — Gare SNCF                                              | Vollore-Montagne — Bourg ⥋ Courpière — Gare SNCF                                              | Vollore-Montagne — Bourg ⥋ Courpière — Gare SNCF                                              | Vollore-Montagne — Bourg ⥋ Courpière — Gare SNCF                                              | Vollore-Montagne — Bourg ⥋ Courpière — Gare SNCF                                              | Vollore-Montagne — Bourg ⥋ Courpière — Gare SNCF                                              | Vollore-Montagne — Bourg ⥋ Courpière — Gare SNCF                                              |
| P84   | Ouverture / Fermeture — / — | Longueur —                                                                                    | Durée 25 min                                                                                  | Nb. d’arrêts 3                                                                                | Matériel —                                                                                    | Jours de fonctionnement Ma                                                                    | Jour / Soir / Nuit / Fêtes O / N / N / N                                                      | Voy. / an —                                                                                   | Exploitant Keolis Pays des Volcans                                                            |
| P84   | Desserte : - Ville et lieux desservis : Vollore-Montagne, Vollore-Ville et Courpière - Gares desservies : Aucune. |                                                                                               |                                                                                               |                                                                                               |                                                                                               |                                                                                               |                                                                                               |                                                                                               |                                                                                               |
| P84   | Autre : - Amplitudes horaires : La ligne fonctionne, sur réservation, le mardi à raison d'un aller-retour par jour. - Date de dernière mise à jour : 11 décembre 2022. |                                                                                               |                                                                                               |                                                                                               |                                                                                               |                                                                                               |                                                                                               |                                                                                               |                                                                                               |
| P84   | Dernière actualisation : — |                                                                                               |                                                                                               |                                                                                               |                                                                                               |                                                                                               |                                                                                               |                                                                                               |                                                                                               |

### Lignes Pdu réseau en 2015
En 2015, le réseau Transdôme était composé des 64 lignes régulières suivantes :

## Le «bus des montagnes»
Le « Bus des Montagnes » est un service de transport à la demande qui dessert 341 communes en 2021.
Neuf structures intercommunales sont partenaires :
- Agglo Pays d'Issoire (88 communes) ;
- Communauté de communes Ambert Livradois Forez (58 communes) ;
- Communauté de communes Dômes Sancy Artense (27 communes) ;
- Mond'Arverne Communauté (27 communes) ;
- Communauté de communes Chavanon Combrailles et Volcans (36 communes) ;
- Communauté de communes Plaine Limagne (25 communes) ;
- Thiers Dore et Montagne (30 communes) ;
- SIVOM du Pays de Besse Cézallier Sancy (16 communes) ;
- Communauté de communes du Pays de Saint-Éloy (34 communes).